# Ina en Sund
Ina en Sund (Zweeds: Ina och Sund) is een småort in de gemeente Söderhamn in het landschap Hälsingland en de provincie Gävleborgs län in Zweden. Het småort heeft 142 inwoners (2005) en een oppervlakte van 45 hectare. Eigenlijk bestaat het småort uit twee plaatsjes Ina en Sund.